# Drużynowe Mistrzostwa Europy Juniorów na Żużlu 2010
Drużynowe Mistrzostwa Europy Juniorów na Żużlu 2010 – zawody żużlowe, mające na celu wyłonienie medalistów drużynowych mistrzostw Europy juniorów w sezonie 2010, z udziałem zawodników do 19. roku życia. W zawodach zwyciężyli reprezentanci Polski.

## Finał
- Divišov, 8 sierpnia 2010

| Msc |                                                                                  | Drużyna / Zawodnik                                          | Biegi      | Punkty |
| --- | -------------------------------------------------------------------------------- | ----------------------------------------------------------- | ---------- | ------ |
| 1   |                                                                                  | Polska                                                      | Polska     | 56     |
| 1   | Maciej Janowski Patryk Dudek Przemysław Pawlicki Kacper Gomólski Łukasz Cyran    | (3,3,3,3,3) (3,3,3,3,2) (3,–,3,3,3) (w)                     | 15 14 12 0 |        |
| 2   |                                                                                  | Szwecja                                                     | Szwecja    | 25     |
| 2   | Anton Rosén Andre Hertzberg Alexander Edberg Sebastian Carlsson Victor Palovaara | (1,3,2,1,2,3) (1,t,–,2,1) (w,1,2,–,2) (0,–,1,t) (2,1,w)     | 12 4 5 1 3 |        |
| 3   |                                                                                  | Czechy                                                      | Czechy     | 23     |
| 3   | Jan Holub Roman Čejka Jakub Fencl Pavol Pučko Václav Milík                       | (2,1,0,1,2,1) (1,2,1,0,0) (–,–,d,–) (2,1,–,–) (d,2,2,2,2,1) | 7 4 0 3 9  |        |
| 4   |                                                                                  | Ukraina                                                     | Ukraina    | 16     |
| 4   | Andrij Kobrin – Serhij Borysenko Kiriłł Cukanow –                                | (2,0,0,1,w,0) – (1,1,w,1,1,0) (2,2,2,1,2,0) –               | 3 – 4 9 –  |        |

Bieg po biegu:
1. Janowski, Cukanow, Čejka, Carlsson
2. Dudek, Holub, Borysenko, Edberg (w/su)
3. Gomólski, Kobrin, Hertzberg, Milík (d2)
4. Pawlicki, Pučko, Rosén
5. Dudek, Palovaara, Pučko, Kobrin
6. Janowski, Milík, Edberg
7. Pawlicki, Cukanow, Holub, Hertzberg (t)
8. Rosén, Čejka, Borysenko, Cyran (w/u)
9. Gomólski, Cukanow, Carlssojn, Holub
10. Pawlicki, Edberg, Čejka, Kobrin
11. Janowski, Milík, Palovaara, Borysenko (w/u)
12. Dudek, Rosén, Cukanow, Fencl (d4)
13. Gomólski, Cukanow, Rosén, Čejka
14. Pawlicki, Milík, Borysenko, Carlsson (t)
15. Dudek, Hertzberg, Kobrin, Čejka
16. Janowski, Rosén, Holub, Kobrin (w/u)
17. Gomólski, Holub, Borysenko, Palovaara (w/u)
18. Janowski, Milík, Hertzberg, Kobrin
19. Dudek, Edberg, Holub, Borysenko
20. Rosén, Pawlicki, Milík, Cukanow